# Peñaranda
Peñaranda là một đô thị hạng 4 ở tỉnh Nueva Ecija, Philippines. Theo điều tra dân số năm 2007, đô thị này có dân số 26.725 người trong 4.940 hộ.
Các đô thị giáp ranh: General Tinio, San Leonardo và Gapan.

## Barangay
Peñaranda được chia thành 10 barangay.
- Callos
- Las Piñas
- Poblacion I
- Poblacion II
- Poblacion III
- Poblacion IV
- Santo Tomas
- Sinasajan
- San Josef
- San Mariano (Maugat)